# Робяска
Робяска (рум. Robeasca) — село у повіті Бузеу в Румунії. Адміністративний центр комуни Робяска.
Село розташоване на відстані 115 км на північний схід від Бухареста, 25 км на схід від Бузеу, 75 км на південний захід від Галаца, 131 км на південний схід від Брашова.

## Населення
За даними перепису населення 2002 року у селі проживала 821 особа, усі — румуни. Усі жителі села рідною мовою назвали румунську.